# Glenea celia
Glenea celia es una especie de escarabajo del género Glenea, familia Cerambycidae. Fue descrita científicamente por Pascoe en 1888.
Habita en Indonesia. Esta especie mide 13-18 mm.